# Paraplectana multimaculata
Paraplectana multimaculata là một loài nhện trong họ Araneidae.
Loài này thuộc chi Paraplectana. Paraplectana multimaculata được Tord Tamerlan Teodor Thorell miêu tả năm 1899.